# 安德烈亚·巴尔尼亚尼
安德烈亚·巴尔尼亚尼（義大利語：Andrea Bargnani，1985年10月26日—），生于意大利罗马，意大利职业篮球运动员，曾效力於西班牙籃球甲級聯賽和歐洲籃球聯賽巴斯克尼亚。2003－2006年在意大利本土球队特雷維索貝納通打意大利篮球甲级联赛和歐洲籃球聯賽，在NBA曾效力過多伦多猛龙、纽约尼克斯、布鲁克林篮网。

## 球员资料
巴尔尼亚尼曾司职小前锋位置（由于當時猛龙队交易来了内线球星杰梅因·奥尼尔，巴尔尼亚尼改打小前锋），身高213公分（7英尺）体重114公斤（262磅）。NBA参照球员德克·诺维茨基，拥有良好的外线3分能力，并且拥有突出的移动能力。他在2006年NBA選秀被多倫多暴龍以第一轮第一顺位选中，是NBA有史以来第一位欧洲状元和第六位国际球员状元（前五位分别是阿基姆·奥拉朱旺，蒂姆·邓肯，迈克尔·奥洛沃坎迪，姚明，安德鲁·博古特），也是多倫多暴龍第一位狀元球員。他也是第二位从来没有经历过美国篮球系统培养出来的状元（第一位是姚明）。

## 职业生涯
- 他于2002/03赛季在意大利的乙级联赛羅馬藍星开始他的职业生涯
- 在2003/04赛季与意大利的特雷維索貝納通签约到2006年
- 在效力于特雷維索貝納通之时曾在2003年10月20日在多伦多猛龙的季前赛中首次在加航中心亮相，他上场22分钟得到了13分，5個籃板，1次抄截和2個火鍋，特维索贝纳通以86-83击败了多伦多。
- 2003/04赛季在他效力贝纳通的第一个赛季中他在10场比赛中平均得到4.2分和1.6个篮板，他在欧洲联赛中出场8次得到2.4分和1.5个篮板。
- 2004/05赛季他在28场意大利联赛中平均每场拿到6.8分和3.1个篮板。在欧洲联赛中出场18次平均得到3.7分1.2个篮板。
- 2005/06赛季他在47场比赛中得到平均12分，5.6个篮板，1.4次盖帽和1.2次盗球的数据，他在和罗马队的比赛中拿到他赛季的最高单场得分25分。他的投篮命中率达到57.8%，三分命中率36.9%还有领导全队的63次盖帽，在欧洲联赛的赛场中他在18场比赛中平均每场贡献了10.9分，4.1个篮板和1.3次的盖帽，投篮命中率达到55.8%，三分命中率43.4%。在和帕纳辛那科斯和萨尔斯堡Illkirch Graffenstaden的比赛中拿到了赛季最高的20分。
- 同时参加国家队和青年队的比赛。
- 参加了2004年耐克篮球精英赛。
- 2005/06赛季荣获“欧洲联赛欧洲最佳青年球员”和“未来球星”称号。
- 帮助贝纳通队夺得2006赛季意大利联赛冠军，平均每场出場29.3分钟，得到12.1分，5.8个篮板。他的投篮命中率达到46.5%，三分命中率44.0%还有82.2%的罚球命中率，同时平均每场还贡献1.5次盖帽。
- 在他的第一个NBA夏季聯賽中和华盛顿奇才的比赛中首次出场，在29分钟内得到20分，4个篮板，2次盖帽和一个盗球。
- 他成为第一位在夏季联赛中犯规次数满被罚下的球员，在2006年7月9日和沙加緬度国王的夏季联赛比赛中10犯离场。

## 名人琐事
- 巴尔尼亚尼是意大利足球甲级联赛球隊的球迷。